# Orazio (nome)
Orazio  è un nome proprio di persona italiano maschile.

## Varianti
- Femminili: Orazia

### Varianti in altre lingue
- Aragonese: Horacio
- Asturiano: Horaciu
- Basco: Horazio
- Bielorusso: Гарацый (Garatsiy)
- Bosniaco: Horacije
- Bulgaro: Хораций (Horatsiy)
- Catalano: Horaci
- Ceco: Horác
- Croato: Horacije
- Danese: Horats
- Etrusca: Húras
- Francese: Horace[1][2]
- Galiziano: Horacio
- Gallese: Horas
- Greco: Οράτιος (Orátios)
- Inglese: Horatio[1][2], Horace[1][2]
- Irlandese: Horáit, Horás, Hórás
- Islandese: Hóratíus
- Latino: Horatius[1][2][3][4]
  - Femminili: Horatia[1]
- Lettone: Horācijs
- Lituano: Horacijus
- Macedone: Хорациј (Horacij)
- Norvegese: Horats
- Polacco: Horacy
- Portoghese: Horácio[1]
- Rumeno: Horațiu[1]
- Russo: Гораций (Horatsiy)
- Serbo: Хорације (Horacije)
- Siciliano: Orazziu o Arazziu
- Slovacco: Horacij
- Sloveno: Horacij[5], Horac[6]
- Spagnolo: Horacio[1]
- Tedesco: Horaz
- Ucraino: Горацій (Horatsiy)
- Ungherese: Horác

## Origine e diffusione
Dal gentilizio latino Horatius, di origine incerta e ampiamente discussa.
Fra le ipotesi più plausibili, si pensa che il nome derivi dall'etrusco Huras, il cui significato, tuttavia, è ormai ignoto ai giorni nostri (come capita spesso nell'onomastica latina di origine etrusca); potrebbe alternativamente basarsi sul latino hora ("ora", "tempo", "stagione"), mentre altre ipotesi lo accostano al verbo greco antico ὁράω (oráō, "vedere") e, secondo questa interpretazione, il suo significato andrebbe "chiaroveggente" - in senso largamente figurato e tendenzialmente folcloristico.
Oggi è accentrato in Sicilia, dove è associato al culto della Madonna delle Grazie. La forma inglese Horatio, formatasi sotto l'influsso di quella italiana, viene talvolta usata in onore del noto ammiraglio Horatio Nelson.

## Onomastico
Non c'è un santo chiamato Orazio, che quindi è un nome adespota; l'onomastico può essere festeggiato il 1º novembre, festa di Ognissanti.

## Persone

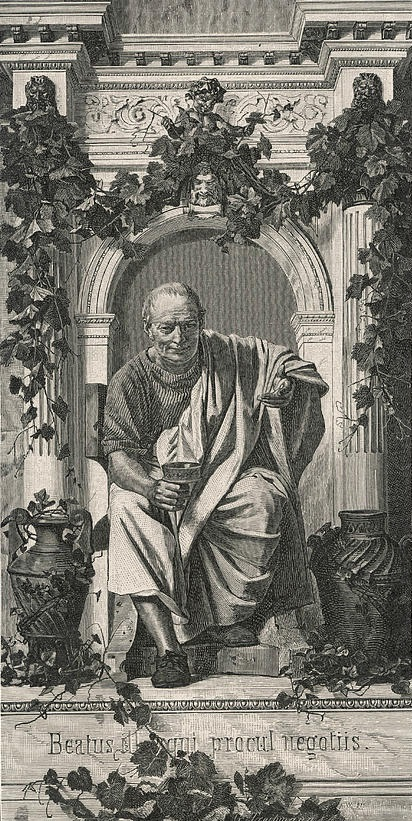
Quinto Orazio Flacco

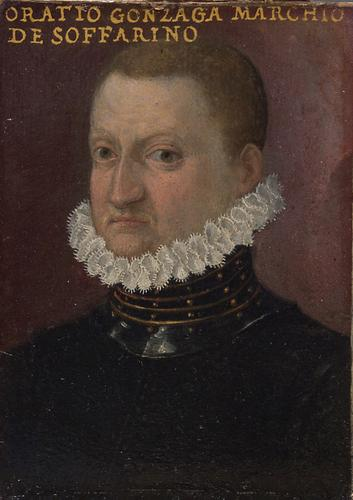
Orazio Gonzaga, Marchese di Solferino

- Marco Orazio Pulvillo, console romano nel 509 a.C.
- Quinto Orazio Flacco, poeta romano
- Orazio Coclite, leggendario eroe romano del VI secolo che difese da solo il ponte che conduceva a Roma contro gli Etruschi
- Orazio Baglioni, Signore di Perugia
- Orazio Gonzaga, Marchese di Solferino
- Orazio Albani di Soriano nel Cimino, principe
- Orazio Alfani, pittore e architetto italiano
- Orazio Antinori, esploratore italiano
- Orazio Antonio Cappelli, nobile, diplomatico, politico e poeta italiano
- Orazio Archinto, nobile e umanista italiano
- Orazio Ariosto, nobile e umanista italiano
- Orazio Augenio, medico italiano
- Orazio Capuana Yaluna, diplomatico e poeta siciliano
- Orazio Costa, regista teatrale e docente italiano
- Orazio Delfico, naturalista, botanico e chimico italiano
- Orazio Fidani, pittore italiano
- Orazio Gentileschi, pittore italiano
- Orazio Giustiniani, cardinale
- Orazio Grassi, matematico e architetto italiano
- Orazio Guarguanti, medico e letterato italiano
- Orazio Lancellotti, cardinale
- Orazio Ludovisi di Fiano, nobile, diplomatico e condottiero italiano
- Orazio Maffei, cardinale e arcivescovo di Chieti
- Orazio Marescotti di Parrano, principe
- Orazio Mattei di Paganica, cardinale e arcivescovo titolare di Damasco
- Orazio Orlando, attore italiano
- Orazio Raimondo, avvocato e politico italiano
- Orazio Ricasoli Rucellai, letterato, filosofo e scienziato italiano
- Orazio Toraldo di Francia, ufficiale e geografo italiano
- Orazio Della Torre, vescovo di Mazara del Vallo
- Orazio Spinola, cardinale e arcivescovo di Genova
- Orazio Vecchi, compositore e musicista italiano

### Variante Horacio

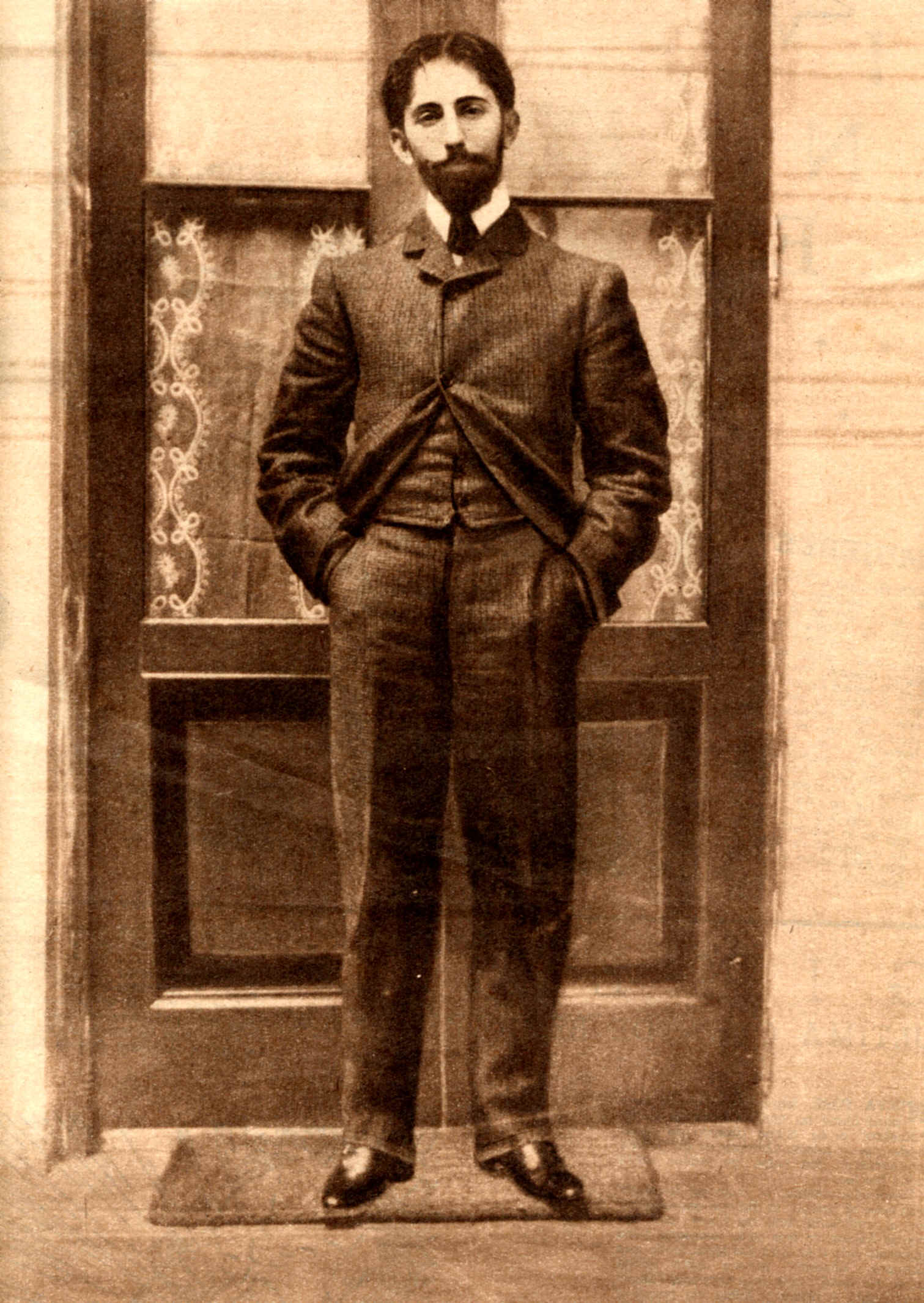
Horacio Quiroga

- Horacio Altuna, fumettista argentino
- Horacio Álvarez Mesa, scrittore e politico spagnolo
- Horacio Czertok, regista teatrale argentino naturalizzato italiano
- Horacio de la Peña, tennista e allenatore di tennis argentino
- Horacio Quiroga, scrittore uruguaiano
- Horacio Salinas, chitarrista e compositore cileno
- Horace Silver, compositore e pianista jazz
- Horacio Verbitsky, giornalista e scrittore argentino
- Horacio Zeballos, tennista argentino

### Variante Horatio

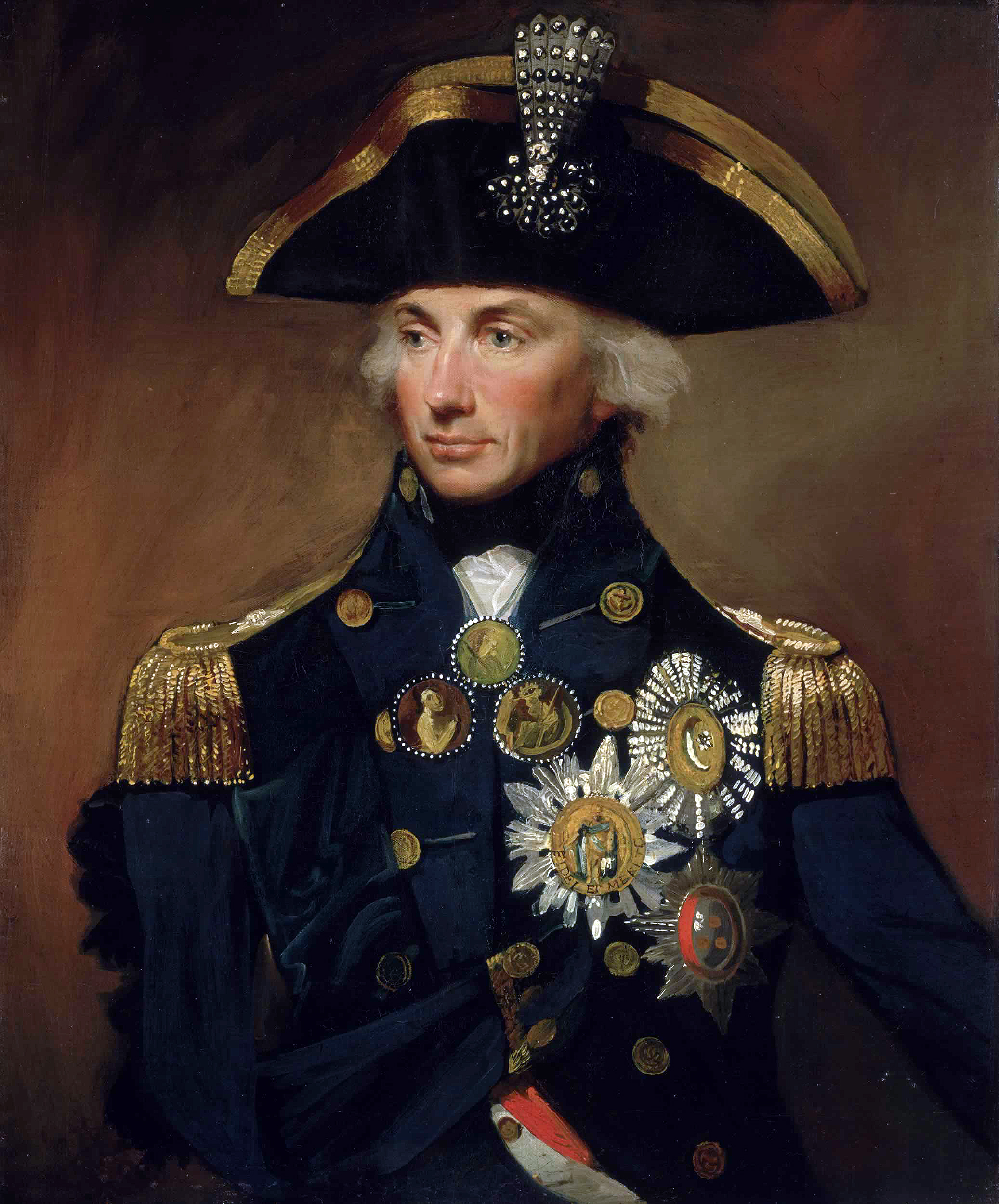
Horatio Nelson

- Horatio Alger, scrittore statunitense
- Horatio Brown, storico britannico
- Horatio Caro, scacchista britannico
- Horatio Gates, militare statunitense
- Horatio King, politico statunitense
- Horatio Herbert Kitchener, generale britannico
- Horatio Nelson, ammiraglio britannico
- Horatio Parker, compositore, organista e docente statunitense
- Horatio Sanz, attore e comico statunitense

### Variante Horace

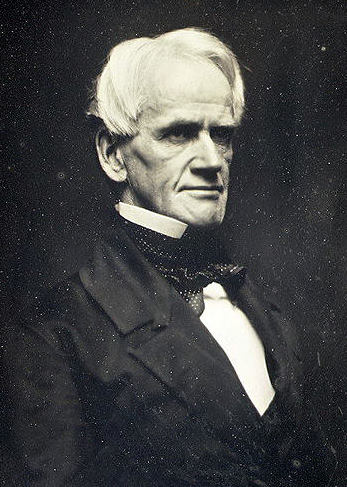
Horace Mann

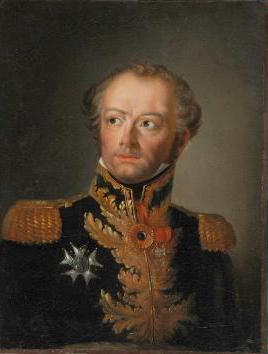
Horace Sébastiani

- Horace Austin, politico statunitense
- Horace Welcome Babcock, astronomo statunitense
- Horace de Rilliet, scrittore e chirurgo svizzero
- Horace-Bénédict de Saussure, alpinista e naturalista svizzero
- Horace Engdahl, critico letterario e accademico svedese
- Horace Mann, educatore e politico statunitense
- Horace McCoy, scrittore e sceneggiatore statunitense
- Horace Sébastiani, generale, diplomatico e politico francese
- Horace Silver, pianista e compositore statunitense
- Horace Smith, inventore e imprenditore statunitense
- Horace Parnell Tuttle, astronomo statunitense
- Horace Walker, cestista statunitense
- Horace Walpole, scrittore britannico
- Horace Wells, medico statunitense

### Altre varianti
- Horațiu Rădulescu,  compositore romeno naturalizzato francese

## Il nome nelle arti
- Orazio è un personaggio della tragedia di Shakespeare Amleto.
- Horatio Caine è un personaggio della serie televisiva CSI: Miami.
- Orazio Cavezza è un personaggio della Banda Disney.
- Horatio Hornblower è un personaggio di svariati romanzi di Cecil Scott Forester.
- Horace Lumacorno è un personaggio dei romanzi e dei film della serie Harry Potter, creata da J. K. Rowling.
- Horatio Torquemada Marley è un personaggio della serie Monkey Island.